# Église Saint-Martin-de-Tours d'Échenoz-la-Méline
L'église Saint-Martin-de-Tours d'Échenoz-la-Méline est une église catholique située à Échenoz-la-Méline. Elle a été érigée en 1774.

## Historique
L'église abrite de nombreuses sculptures.

## Transport
Un arrêt de bus des lignes   6   D2  des transports en commun Moova est à proximité de l'église.